# アフレイド・オブ・サンライト
『アフレイド・オブ・サンライト』（Afraid of Sunlight）は、イギリスのプログレッシブ・ロック・バンド、マリリオンが1995年に発表した8作目のスタジオ・アルバム。スティーヴ・ホガース加入後としては4作目にあたる。

## 背景
スティーヴ・ホガースは本作について「我々はボクサー、フットボール選手、ロックン・ローラー、それにスピードの王者の視点に立ってこのアルバムを作った。みんな自滅的な人生で知られる人々さ。誰のことかわかるんじゃないかな」と説明している。「ガスパチョ」の歌詞はジェイク・ラモッタやO・J・シンプソンにインスパイアされた内容で、「アウト・オブ・ディス・ワールド」は1967年に水上速度記録を更新しようとして事故死したドナルド・キャンベルにインスパイアされた。
バッキング・ボーカルで参加したハンナ・ストバートは、1996年よりスティーヴ・ロザリーと共にウィッシング・トゥリーというアコースティック音楽のプロジェクトで活動する。
本作はマリリオンのメンバーにとって自信作となった。ピート・トレワヴァスは2003年、PopMattersによるインタビューにおいて、お気に入りのアルバムの一つとして本作を挙げ「ちょっとした名盤だと思う。『ブレイヴ』は壮大なプロジェクトで、我々にとって重要なコンセプト・アルバムだったけど、その後でもっとストレートに作った『アフレイド・オブ・サンライト』は、もっと上質な音楽と良い感触がたくさん盛り込まれている」と語っている。また、スティーヴ・ロザリーは2011年、Examiner.comによるインタビューにおいて、本作を「我々の作品の中で一番強力な曲が詰まっていると今でも思っている」と語っている。

## 反響・評価
本作からの第1弾シングル「ビューティフル」は全英シングルチャートで29位、オランダでは46位を記録するが、マリリオンは以後、2004年に「You're Gone」がイギリスやオランダで大ヒットするまで、9年にわたりシングル・ヒットに恵まれなくなる。
本作は全英アルバムチャートで3週チャート圏内に入って最高16位を記録し、マリリオンのスタジオ・アルバムとしては初めてトップ10入りを逃す結果となった。一方、オランダのアルバム・チャートでは10週トップ100入りして最高8位を記録し、同国において5作目のトップ10ヒットとなった。
アレックス・S・ガルシアはオールミュージックにおいて5点満点中4点を付け「美しくメロディックな瞬間が度々あり、恐らく、スティーヴ・ホガースと共に作られた過去のアルバムよりも、静かなメロディと攻撃的なメロディの融合が際立っている」と評している。

## 収録曲
作曲は全曲ともマリリオンによる。特記なき楽曲は作詞：スティーヴ・ホガース&ジョン・ヘルマー。
1. ガスパチョ - "Gazpacho" - 7:28
2. カンニバル・サーフ・ベイブ - "Cannibal Surf Babe" - 5:44
3. ビューティフル - "Beautiful" (lyrics by Steve Horarth) - 5:12
4. アフレイド・オブ・サンライズ - "Afraid of Sunrise" - 5:00
5. アウト・オブ・ディス・ワールド - "Out of This World" - 7:55
6. アフレイド・オブ・サンライト - "Afraid of Sunlight" - 6:49
7. ビヨンド・ユー - "Beyond You" (lyrics by S. Hogarth) - 6:10
8. キング - "King" (lyrics by S. Hogarth) - 7:03

### 1999年リマスターCDボーナス・ディスク
1. "Icon"(lyrics by S. Hogarth) - 6:04
2. "Live Forever"- 4:34
3. "Second Chance (aka "Beautiful")" (lyrics by S. Hogarth) - 5:14
4. "Beyond You (Demo)" (lyrics by S. Hogarth) - 5:17
5. "Cannibal Surf Babe (Studio Outtake)" - 5:59
6. "Out of This World (Studio Outtake)" - 7:27
7. "Bass Frenzy" - 1:17
8. "Mirages (Demo)" (lyrics by S. Hogarth) - 6:02
9. "Afraid of Sunlight (Acoustic Demo)" - 6:49

ディスク2はエンハンスト仕様になっており、エクストラ・トラックが収録されている。

## 参加ミュージシャン
- スティーヴ・ホガース - ボーカル、キーボード、パーカッション
- スティーヴ・ロザリー - ギター
- マーク・ケリー - キーボード
- ピート・トレワヴァス - ベース、バッキング・ボーカル
- イアン・モズレイ - ドラムス、パーカッション

アディショナル・ミュージシャン
- ウェンディ・ペイジ - バッキング・ボーカル (on #2)
- Barbara Lezmy - バッキング・ボーカル (on #2)
- ハンナ・ストバート - バッキング・ボーカル (on #3)